# Mentha × piperita
La menta piperita (Mentha × piperita), comúnmente llamada piperita, menta negra, bergamota de Chile, monte yuyo o toronjil de menta, pitoreta o pituda, es un híbrido estéril obtenido del cruce de la menta acuática (Mentha aquatica) y la hierbabuena (Mentha spicata), que ocasionalmente se produce espontáneamente en las regiones templadas de Europa. Por su riqueza en componentes aromáticos se cultiva artificialmente desde el siglo XVII, cuando por primera vez se obtuvo de manera controlada en Inglaterra.

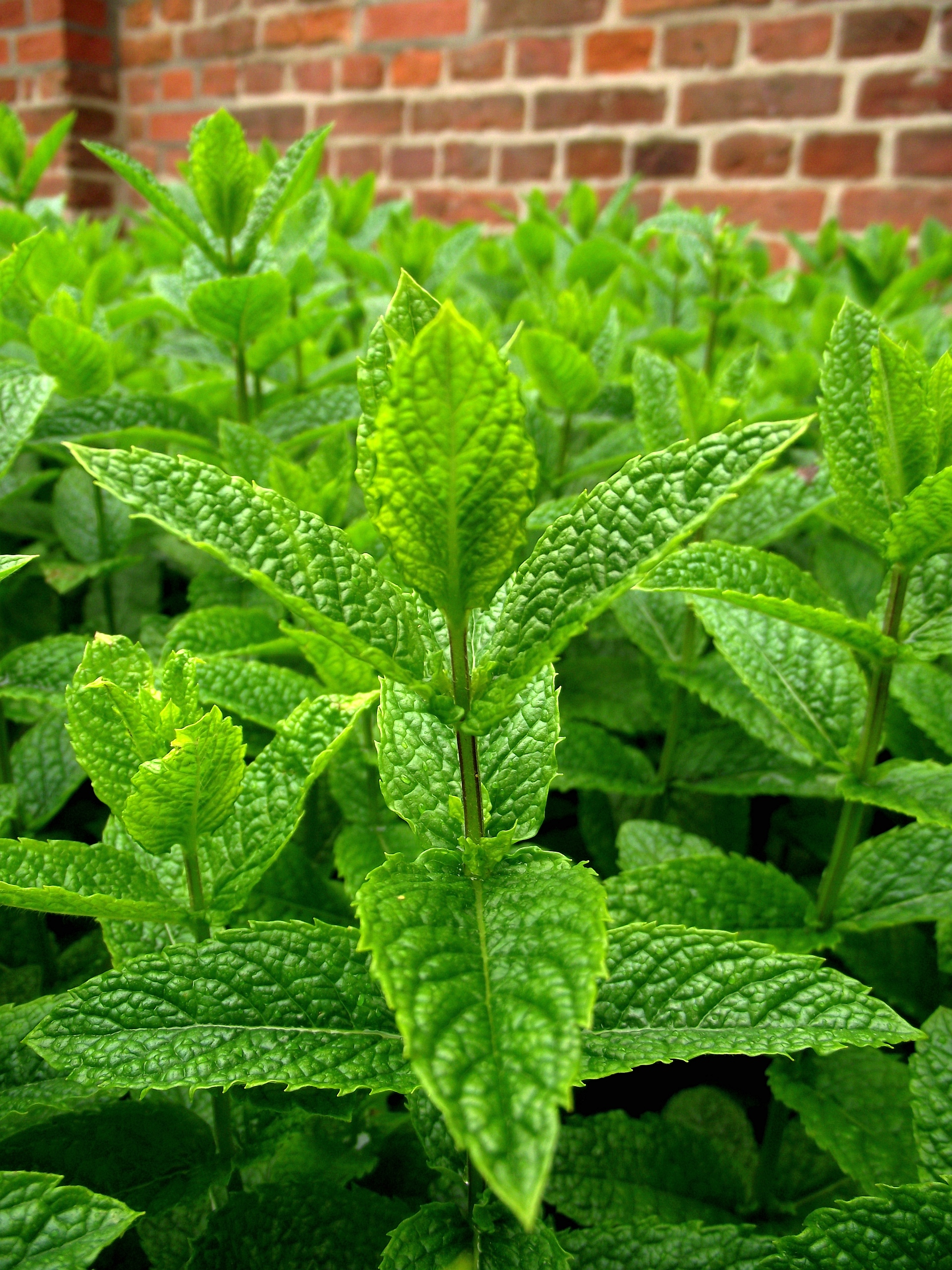
Vista de la planta

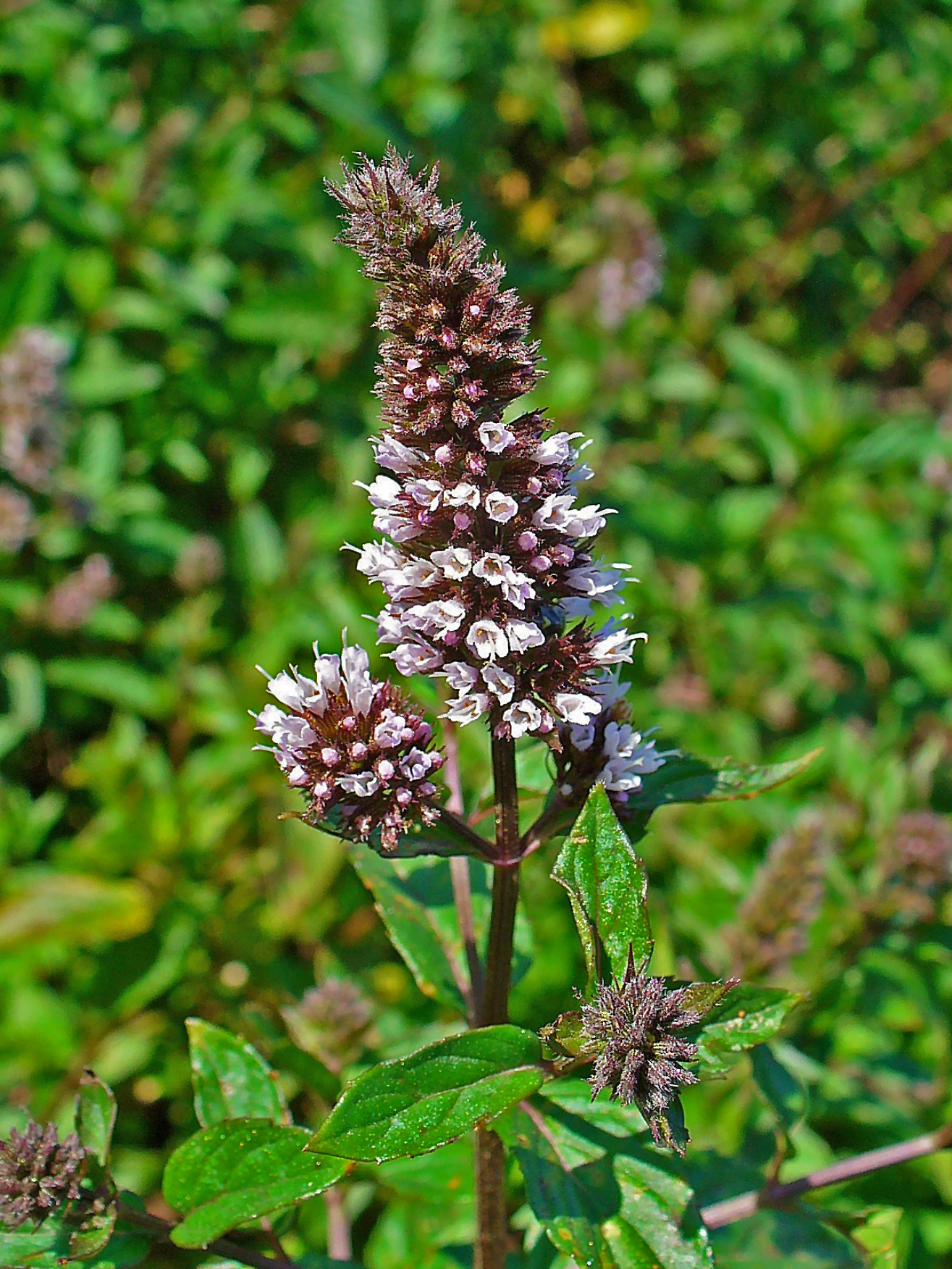
Inflorescencia

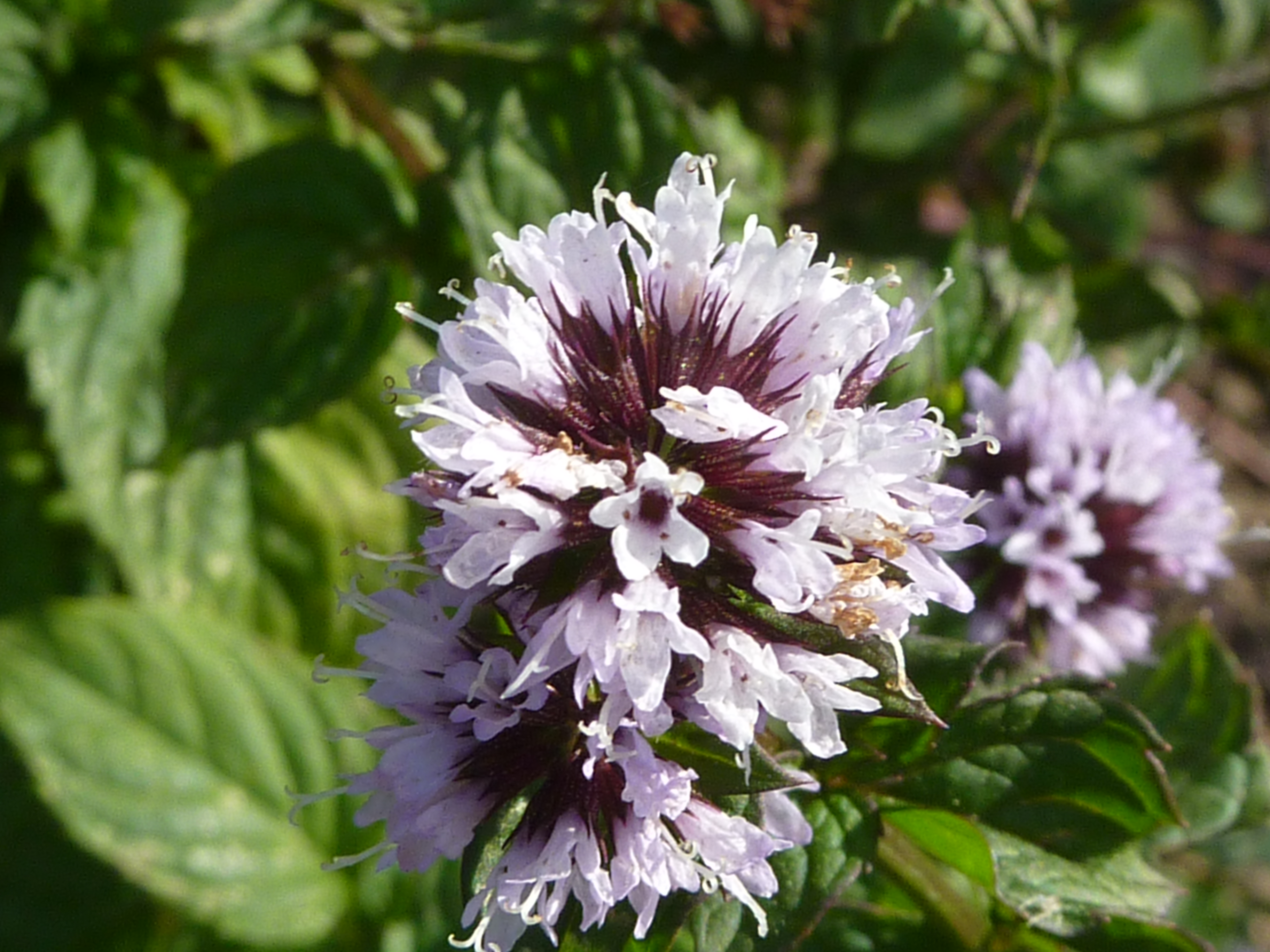
Detalle de la flor

## Descripción
M. piperita es una  planta vivaz, con tallos muy ramificados, de entre 30 y 70 cm de altura de sección cuadrangular, que nace de un rizoma subterráneo del que brota un extenso sistema radicular. Las hojas son pecioladas, opuestas, ovaladas, entre 4 y 9 cm de largo y 2 y 4 cm de ancho, con el ápice agudo y los márgenes dentados, con el haz de color verde oscuro finamente nervado de rojo en un patrón pinnado. Tanto hojas como tallos suelen ser ligeramente vellosos.
De las axilas foliares brotan los tallos florales en los que desde comienzos del verano aparecen inflorescencias terminales en forma de espiga, con las flores dispuestas en verticilastros sobre el eje floral. Son pequeñas, de hasta 8 mm, con la corola tetralobulada, de color púrpura o rosado.

## Distribución y hábitat
Dada su esterilidad, se reproduce casi exclusivamente por propagación vegetativa a partir de rizomas subterráneos, de forma muy invasiva por lo que se ha naturalizado con facilidad, y hoy es posible encontrarla en zonas templadas de ambos hemisferios, en áreas de cultivos abandonados, plantas desechadas o por la propagación espontánea de los rizomas.

## Cultivo y usos
Prefiere suelos húmedos, fértiles y no tolera el exceso de sol.
Se propaga rápidamente por estolones subterráneos y también por esquejes obtenidos de dividir las matas jóvenes en primavera o por división de rizomas durante el período de descanso vegetativo.

### Recolección
Para su uso en gastronomía, cosmética o como planta medicinal se emplean las hojas tiernas y las sumidades floridas, que se recolectan apenas los capullos comienzan a abrirse. A veces se practica una segunda recolección a comienzos del otoño, sobre todo en las explotaciones comerciales. La planta se corta a ras del suelo, y las hojas y flores se separan del tallo rápidamente, para evitar la dispersión de los principios activos.
Pueden utilizarse directamente o secarse para su mejor conservación, lo que se hace en sitio fresco y ventilado, dejando que el flujo de aire extraiga la humedad. Si se utilizan para la destilación de los principios activos debe evitarse el secado completo, que deja quebradizo y frágil el material, limitando el período a uno o dos días. Para gastronomía no es infrecuente la congelación de las hojas frescas.

### Gastronomía
La menta piperita se consume como bebida en infusión. Se utiliza como hierba aromática. Es el aroma más usado para caramelos, chicles, helados y otras preparaciones de repostería aromatizadas con menta. Se utiliza también para aderezar ensaladas, sopas, carnes de caza y de cordero; en la gastronomía inglesa la salsa de menta, elaborada con las hojas frescas, vinagre, azúcar y un gelificante, ocupa un lugar prominente. En Ibiza se utiliza en la confección del flaó, un pastel macizo de queso de oveja fresco, huevos, canela y trozos de menta.
Los licores a base de menta son también numerosos.

### Medicina

#### Principios activos
- Aceite esencial: mentol, neomentol, isomentol, neoisomentol, piperitoles, piperitenol, isopiperitenol.
- Monoterpenonas: mentona (20 30%), isomentona, neomentona, neoisomentona, piperitona, piperitonona, isopiperitonona, pulegona.
- Alcoholes no terpénicos
- Flavonoides con aglicones:) lipofílicos, o metilados: diosmósido, diosmetósido, eriocitrósido, luteolol 7 rutósido, hesperidósido. Resina.
- Ácidos fenil carboxílicos: rosmarínico, clorogénico y caféico.
- Triterpenos: ácidos ursólico y oleanólico.

El aceite esencial y los flavonoides ejercen efectos antiflatulento, antiemético, espasmolítico, antipruriginoso, colerético, colagogo y analgésico de mucosas. En aplicación tópica el aceite esencial bloquea los canales de calcio, relajando los músculos, por lo que alivia dolores de cabeza si se aplica en las sienes. Los taninos son fuertes astringentes.
En la medicina tradicional se emplea en infusión para trastornos digestivos o hepáticos, al ayudar a la digestión, como antiemético y estimulante, y como antiespasmódico para el caso de dolores musculares o calambres sistémicos. El aceite cuenta con usos variados: se aplica tópicamente en las narinas para aliviar la sinusitis, en las sienes para el dolor de cabeza, en el pecho o en inhalaciones para la tos o los resfriados fuertes, tópicamente para aliviar el dolor producido por las caries, en compresas para las picaduras de insecto u otras irritaciones dérmicas.

### Contraindicaciones
La sensibilidad al mentol no es infrecuente, y en caso de padecerla la infusión y aceite de menta pueden provocar insomnio, irritabilidad y broncoespasmos.
El aceite esencial no debe administrarse a niños menores de 2 años ni durante la lactancia o embarazo.

## Taxonomía
Mentha × piperita fue descrito por Carlos Linneo y publicado en Species Plantarum 2: 576–577, en 1753.

#### Etimología
Véase: Mentha
piperita: epíteto latino que significa "como la pimienta".

#### Sinonimia
- Mentha × adspersa Moench
- Mentha aquatica var. citrata (Ehrh.) Fresen.
- Mentha aquatica f. piperita (L.) G.Mey.
- Mentha × balsamea Willd.
- Mentha × banatica Heinr.Braun
- Mentha × braousiana Pérard
- Mentha canescens var. schultzii (Boutigny ex F.W.Schultz) Rouy
- Mentha × citrata Ehrh.
- Mentha × concinna Pérard
- Mentha × crispula Wender.
- Mentha × durandoana Malinv. ex Batt.
- Mentha × exaltata Heinr.Braun
- Mentha × fraseri Druce
- Mentha × glabra Bellardi ex Colla
- Mentha × glabrata Vahl
- Mentha × hercynica Röhl.
- Mentha × heuffelii Heinr.Braun
- Mentha × hircina J.Fraser
- Mentha × hircina Hull
- Mentha × hirtescens Heinr.Braun & Topitz
- Mentha × hortensis Ten.
- Mentha hortensis var. citrata Ten.
- Mentha × hudsoniana Heinr.Braun
- Mentha × kahirina Forssk.
- Mentha × langii Geiger ex T.Nees
- Mentha × maximilianea var. schultzii (Boutigny ex F.W.Schultz) Briq.
- Mentha × napolitana Ten.
- Mentha × nigricans Mill.
- Mentha × odora Salisb.
- Mentha × odorata Sole
- Mentha × officinalis Hull
- Mentha × pimentum Nees ex Bluff & Fingerh.
- Mentha × piperoides Malinv.
- Mentha × schultzii Boutigny ex F.W.Schultz
- Mentha × suavis var. schultzii (Boutigny ex F.W.Schultz) Briq.
- Mentha × tenuis Frank ex Benth.[6]